# Moule
Der Moule war im Schweizer Kanton Waadt ein Volumenmass für Brennholz, Futter und Heu. Es entsprach der Klafter.
- 1 Moule = 125 Kubikfuss = 3,375 Kubikmeter oder Steren[2]

Das sogenannte Holzmass war auf je 5 Fuss Höhe, Länge und Breite festgelegt.